# Pierre Nepveu
Pierre Nepveu, även kallad Trinqueau, var en fransk arkitekt på 1500-talet, som bland annat byggde slottet Chambord åt Frans I på 1520-talet.